# Brézé
Brézé is een plaats en voormalige gemeente in het Franse departement Maine-et-Loire in de regio Pays de la Loire en telt 1299 inwoners (1999). De plaats maakt deel uit van het arrondissement Saumur.

## Geschiedenis
Brézé maakte deel uit van het kanton Montreuil-Bellay tot dat op 22 maart 2015 werd opgeheven en de gemeente werd opgenomen in het kanton Doué-la-Fontaine. Op 1 januari 2019 fuseerde Brézé met Chacé en Saint-Cyr-en-Bourg tot de commune nouvelle Bellevigne-les-Châteaux.

## Geografie
De oppervlakte van Brézé bedraagt 20,0 km², de bevolkingsdichtheid is 65,0 inwoners per km².
De onderstaande kaart toont de ligging van Brézé met de belangrijkste infrastructuur en aangrenzende gemeenten.

## Demografie
Onderstaande figuur toont het verloop van het inwonertal.

## Kasteel van Brézé
Het belangrijkste monument van de gemeente is het kasteel, waarvan de oorsprong teruggaat tot de 11e eeuw. Het huidige gebouw in Renaissancestijl dateert uit het begin van de 16e eeuw, met neogotische toevoegingen uit het midden van de 19e eeuw. Een bijzonderheid is de ongewoon diepe droge slotgracht (18 meter), alsook een zeer uitgebreid stelsel van onderaardse gangen en ruimtes, ook wel "het kasteel onder het kasteel" genoemd.

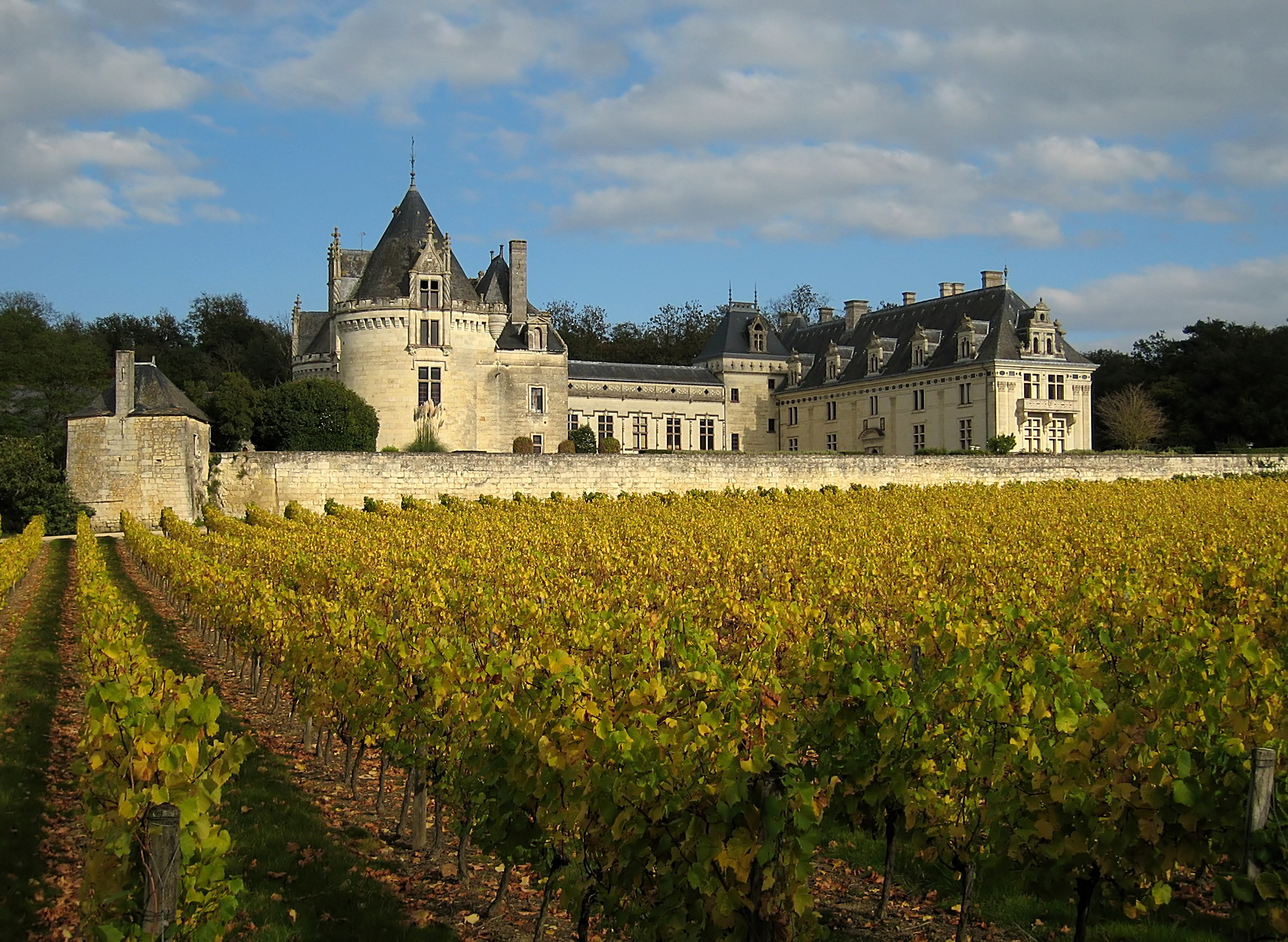
Het kasteel van Brézé, met wijngaard op de voorgrond
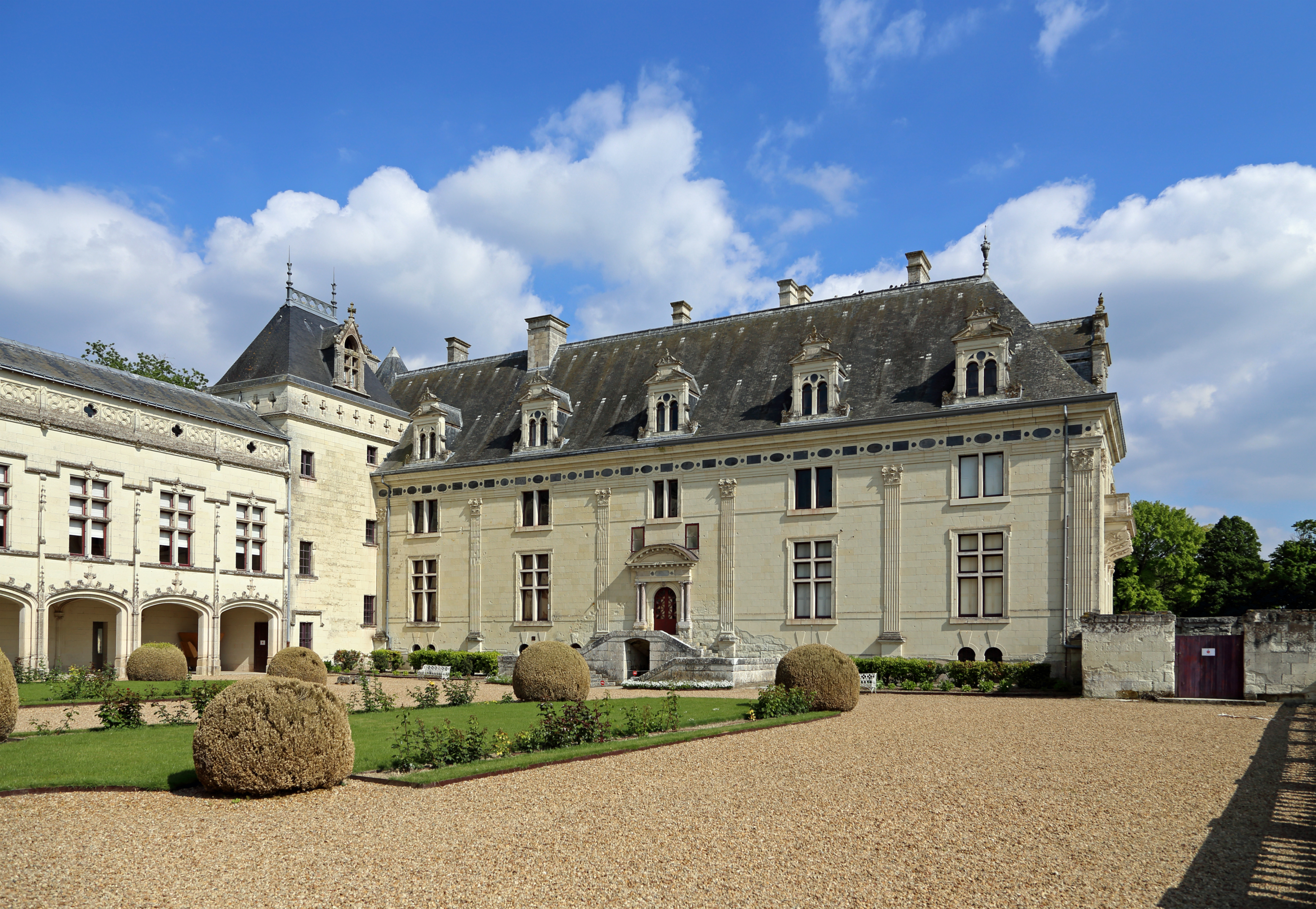
Oostelijke vleugel van het kasteel
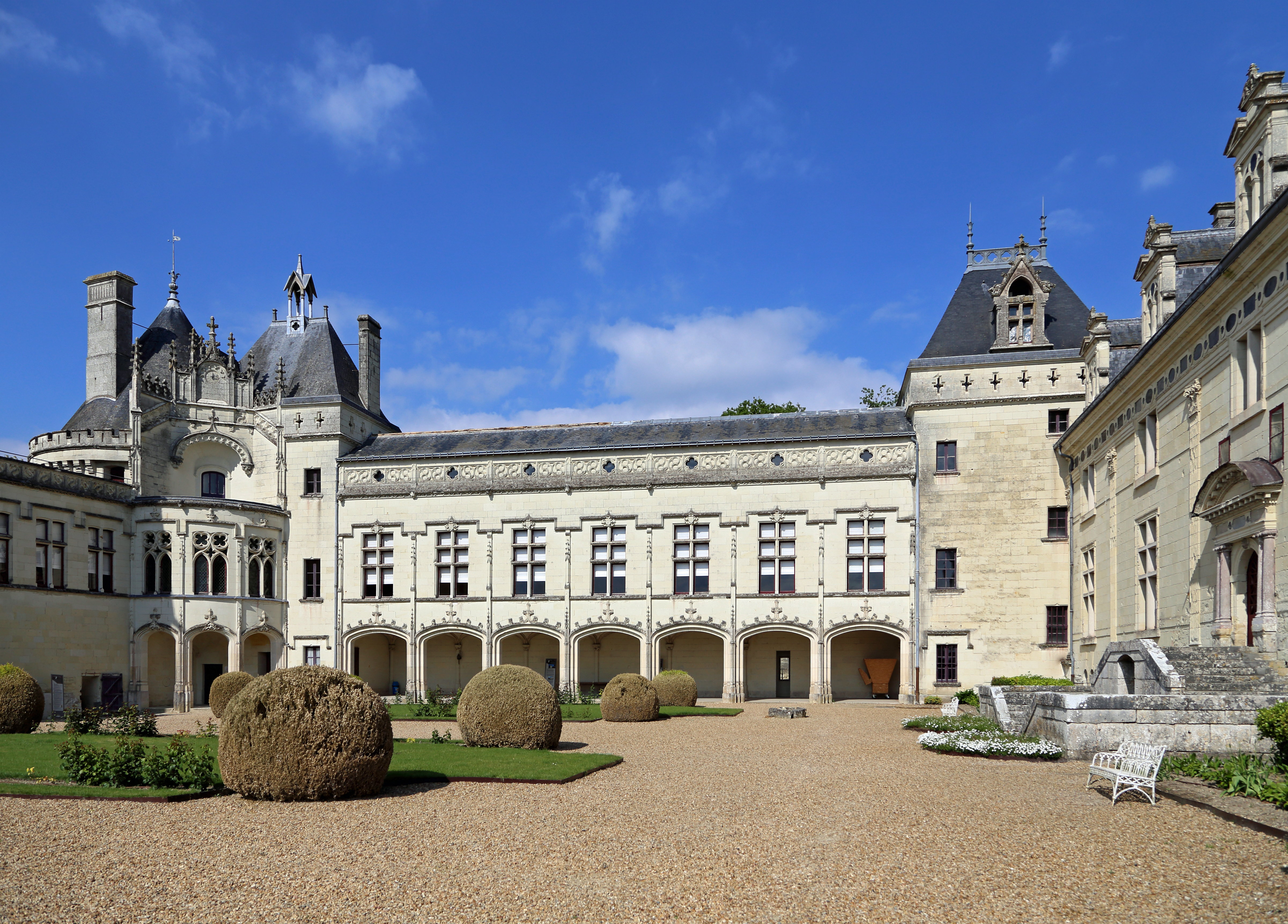
Vleugel met de Grande Galerie
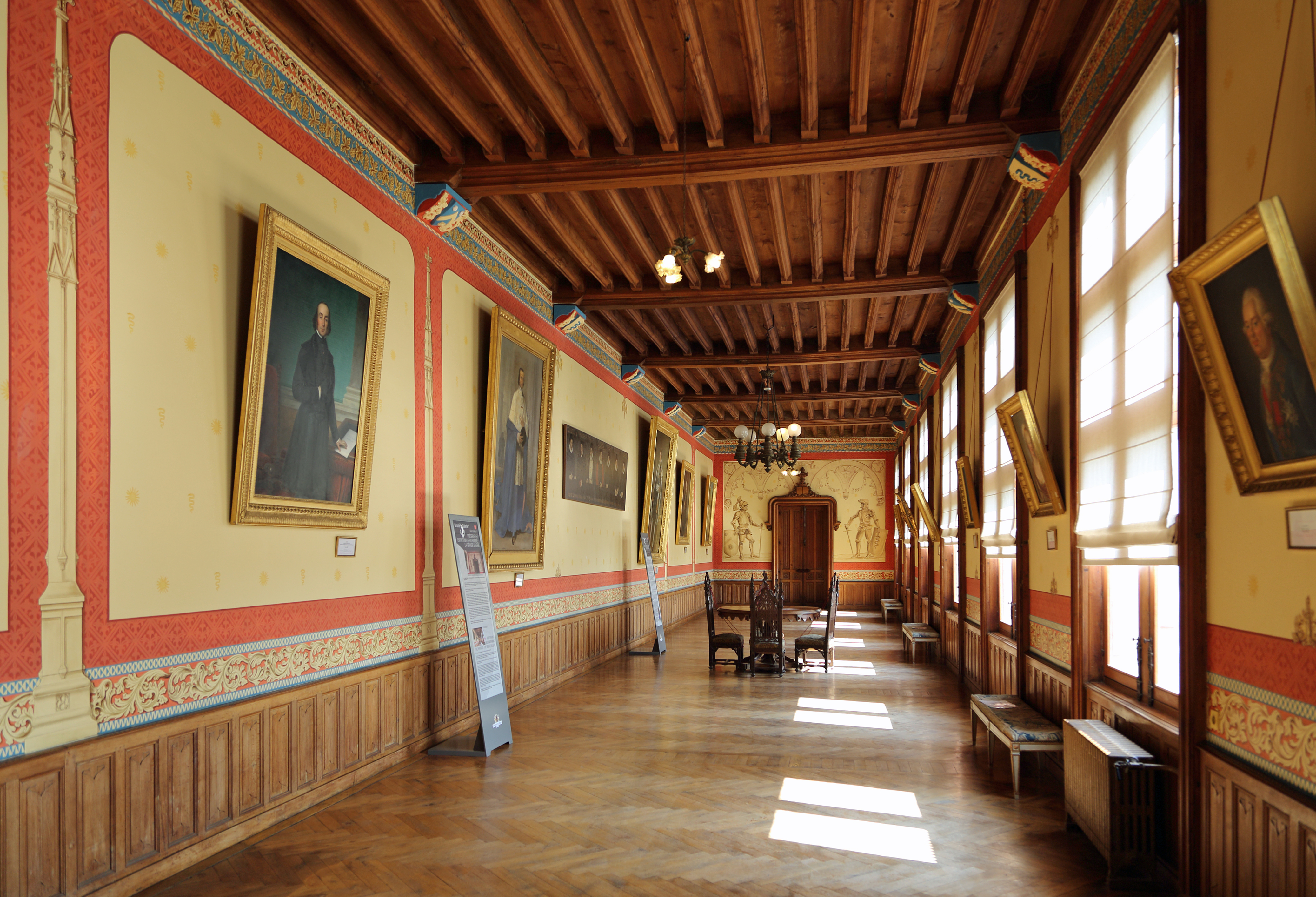
De Grande Galerie
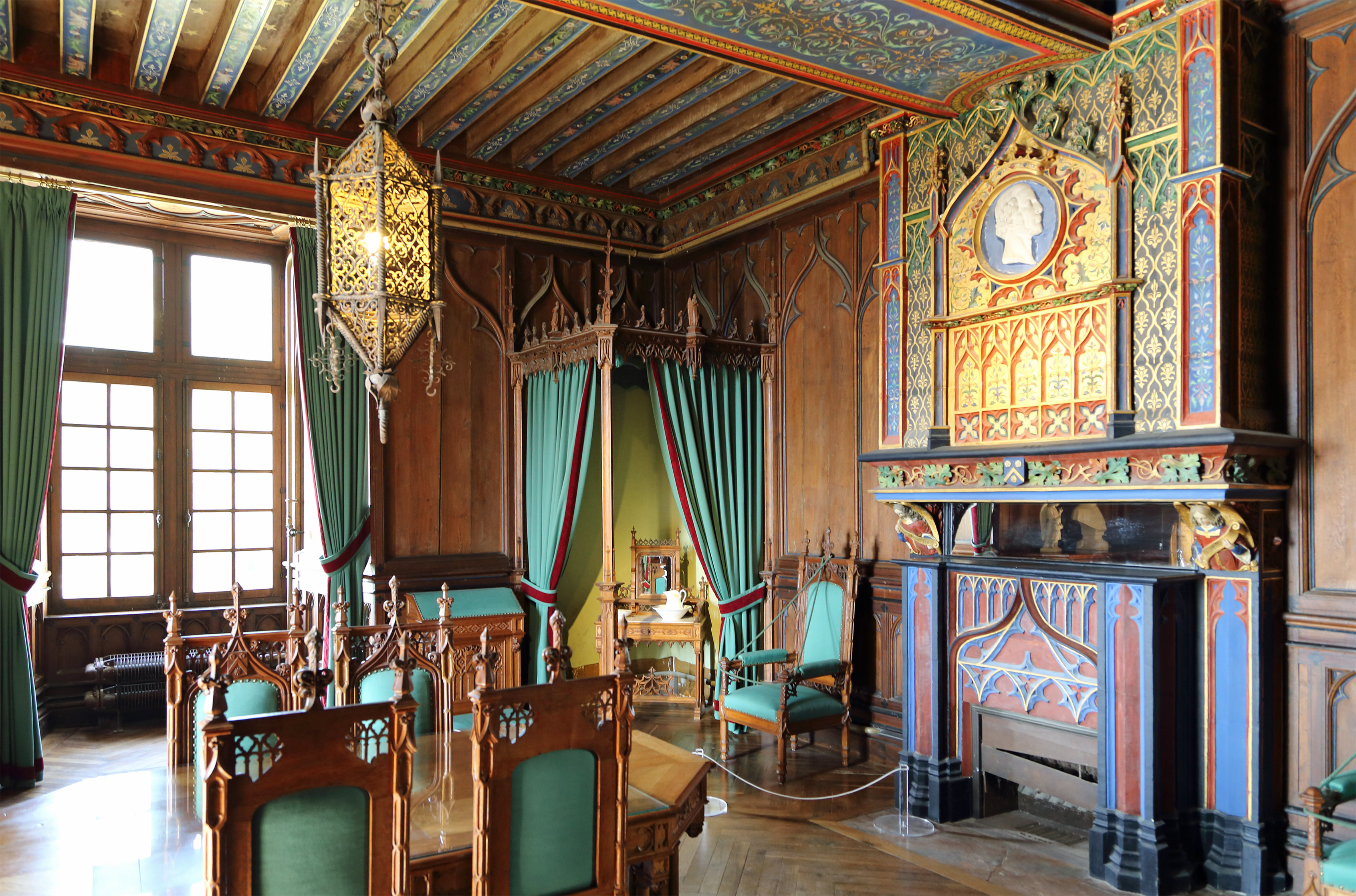
Neogotisch interieur in het kasteel
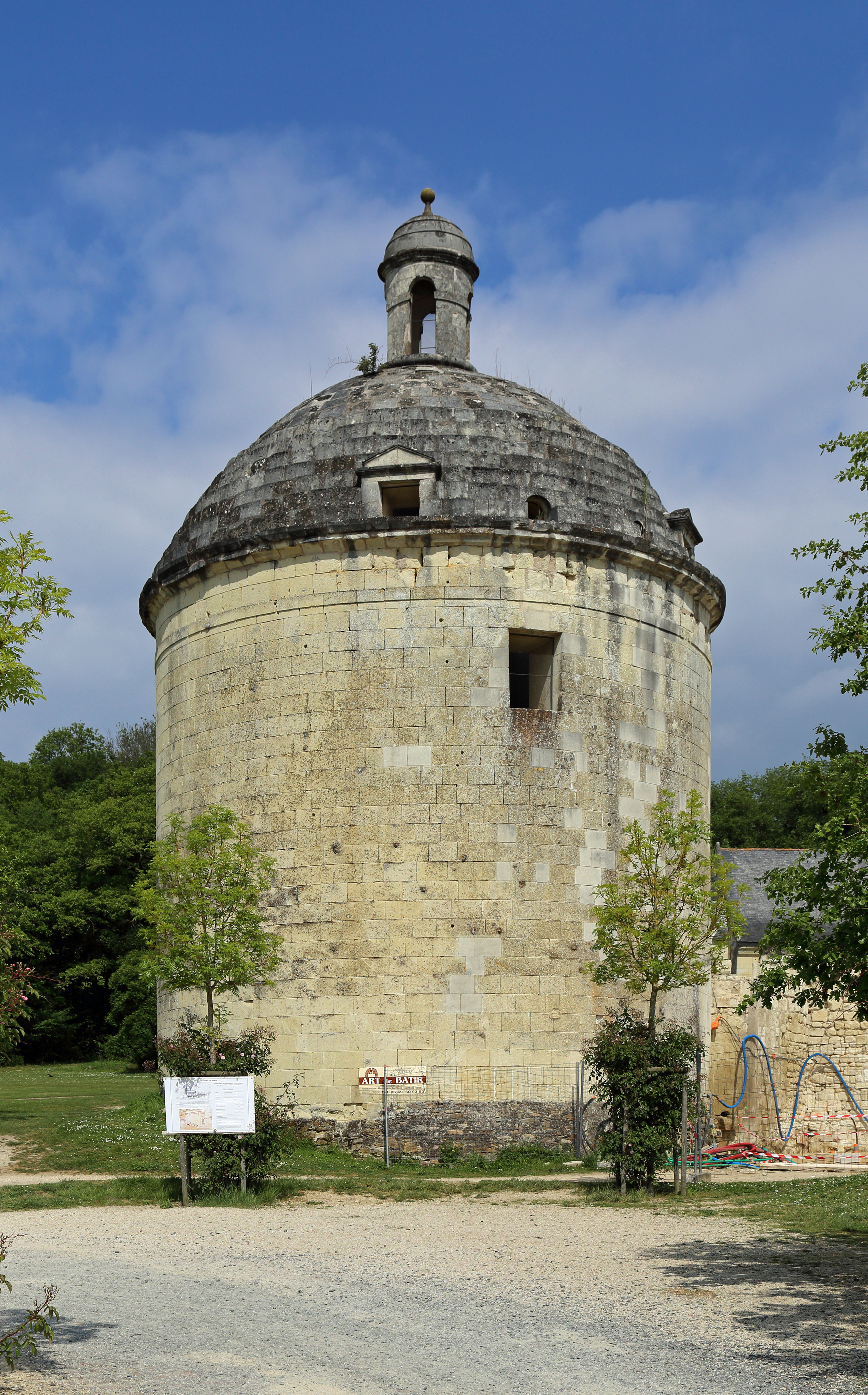
17e-eeuwse duiventoren naast het kasteel
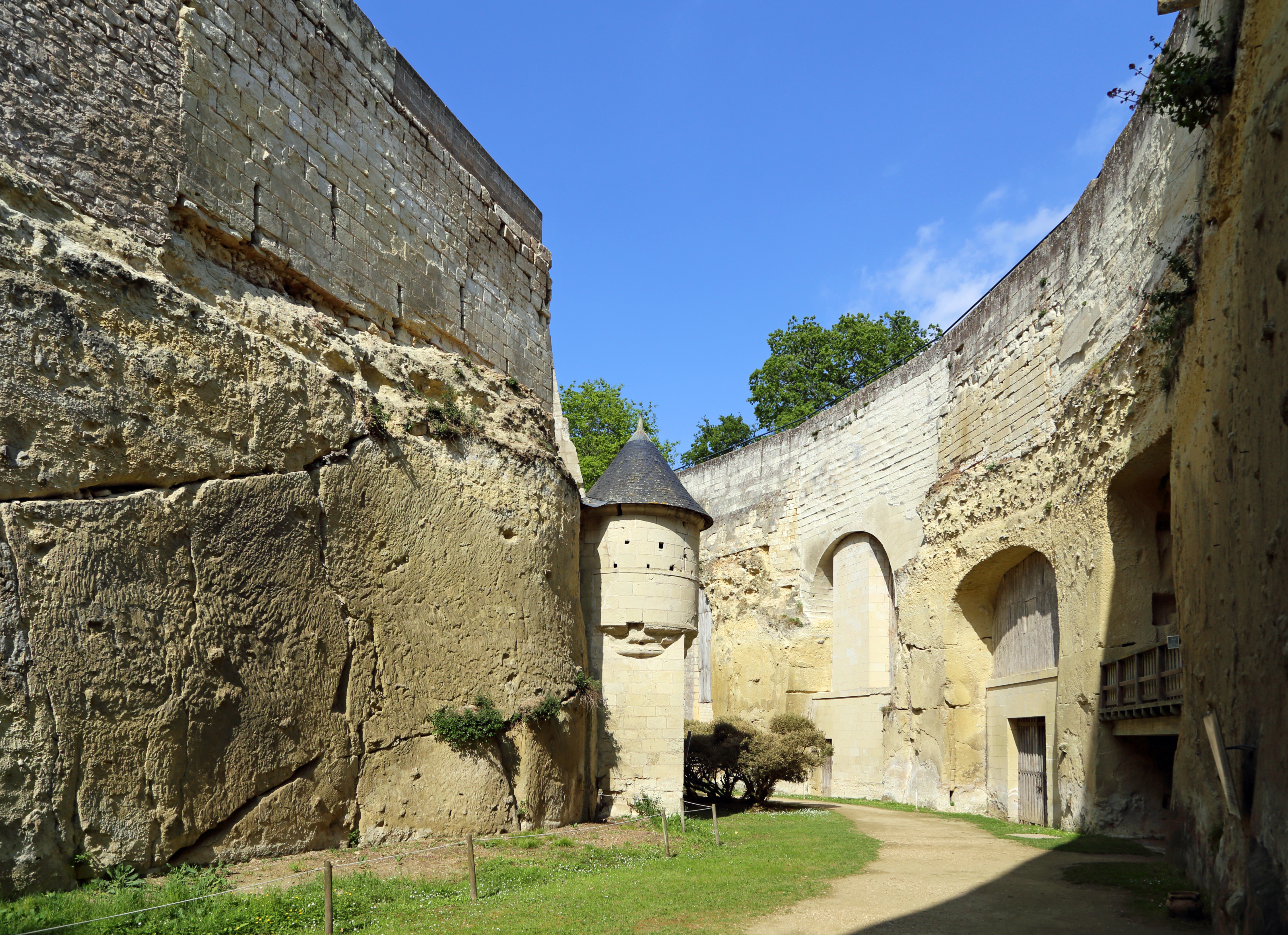
Slotgracht
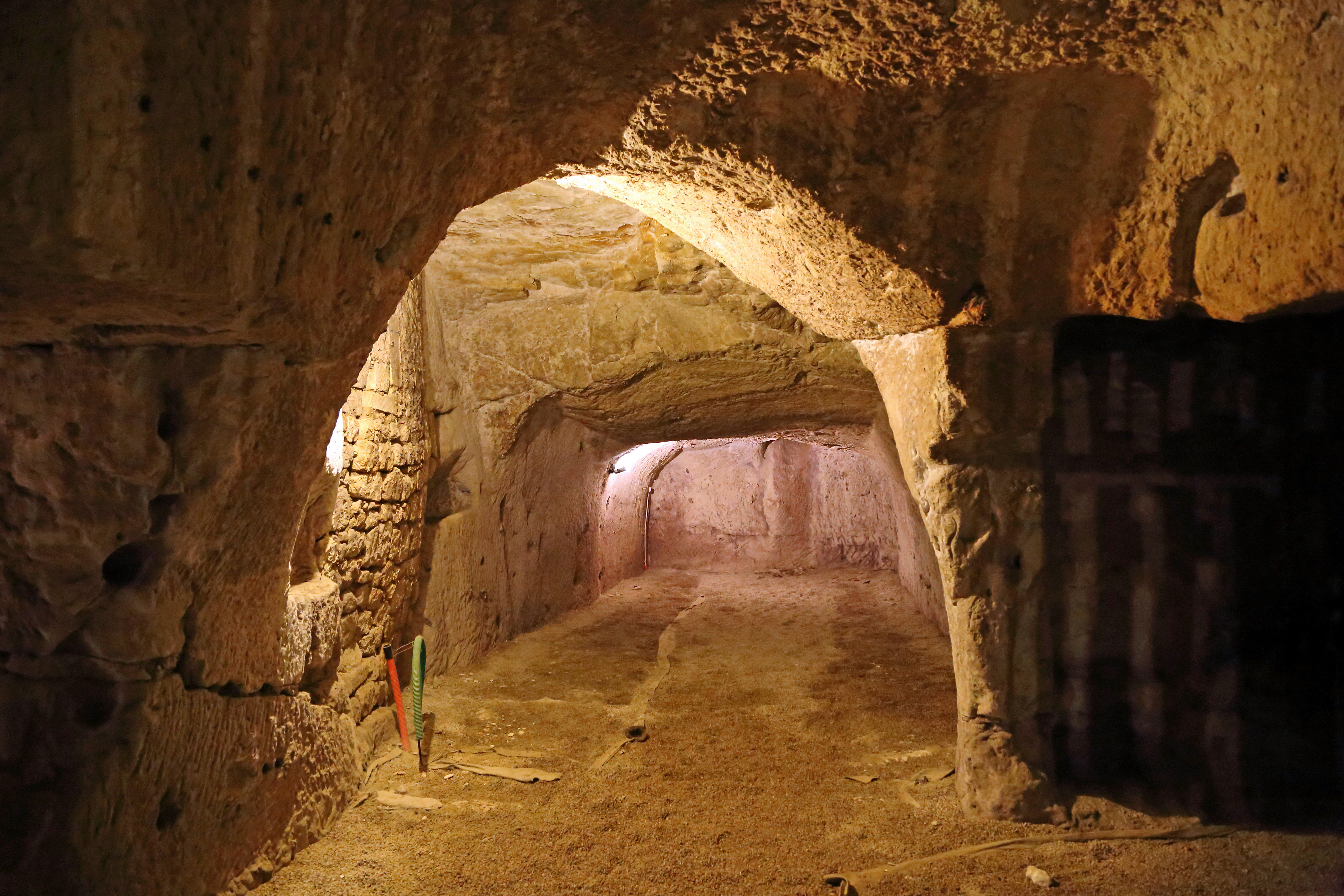
Onderaardse gang onder het kasteel

Brézé · Chacé · Saint-Cyr-en-Bourg